# 波戈尼夫卡
48°49′29″N 37°3′29″E / 48.82472°N 37.05806°E
波霍尼夫卡（烏克蘭語：Погонівка）是位於烏克蘭東部的村莊，由哈爾科夫州伊久姆區的巴爾溫科韋市鎮負責管轄。該村始建於1923年，面積1.14平方公里，海拔高度171米，2001年人口717，人口密度每平方公里626.8人。